# Let 516 Japan Airlines
Let Japan Airlines 516 je bil redni potniški let družbe Japan Airlines iz Sapora na letališče Haneda v Tokiu. 2. januarja 2024 ob 17:47 JST (08:47 UTC) je Airbus A350 med pristajanjem trčil v letalo Japonske obalne straže De Havilland Dash 8, ki se je pripravljal na dostavo zalog žrtvam potresa dan prej, in zagorel. V nesreči je umrlo pet od šestih članov posadke letala japonske obalne straže, z Airbusa so bili evakuirani vsi potniki in posadka brez žrtev.
Po trku sta obe letali zgoreli. Nesreča je prva večja nesreča Airbusa A350 po uvedbi modela leta 2015, prva izguba trupa za ta tip letala kot tudi prva izguba trupa za letalo, povsem izdelano iz kompozitnih materialov. Je tudi prva letalska nesreča s smrtnim izidom na Japonskem po strmoglavljenju leta 123 Japan Airlines letu 1985 ter prva nesreča s smrtnim izidom za Japan Airlines po letu 123.

## Letali in posadki
V nesreči je bilo udeleženo letalo Airbus A350-941, registrirano kot JA13XJ, s serijsko številko 538. Letalo sta poganjala dva motorja Rolls-Royce Trent XWB. Letalo je prvič poletelo in bilo registrirano septembra 2021, Japan Airlines je bilo dostavljeno novembra 2021.
Drugo vpleteno letalo je bilo letalo obalne straže De Havilland Canada Dash 8-300, registrirano kot JA722A, s proizvajalčevo serijsko številko 656. JA722A je bil dostavljen japonski obalni straži februarja 2009. Leta 2011 je bilo letalo poškodovano na letališču Sendai med potresom v Tohokuju, kasneje pa je bilo kot edino tudi popravljeno.

## Nesreča
Let 516 je vzletel z novega letališča Chitose ob 16:27 JST (07:27 GMT). Na Hanedi je pristal v temi v neznatnih okoliščinah v lahnem spremenljivem vetru, vidljivost je bila 10 km, nekaj oblaki na 600 m in kopasto oblačnostjo na 2700 m. Ob približno 17:47 JST (8:47 UTC) je Airbus med pristajanjem na stezi 34R trčil v letalo japonske obalne straže DHC-8-315 Dash 8, ki ni bilo opremljeno z ADS-B transponderjem. Posnetki kažejo, da so obe letali zajeli plameni, Airbus je za seboj pustil kilometersko gorečo sled. Na kraj dogodka je v treh minutah prispelo okrog 100 gasilcev.
Vseh 367 potnikov in 12 članov posadke leta 516 se je evakuiralo preko treh od sicer osmih razpoložljivih evakuacijskih napihljivih toboganov. Med 367 potniki je bilo 12 avstralskih državljanov in 8 otrok. 14 potnikov na krovu je imelo lažje poškodbe, štirje so bili hospitalizirani. Ob zaustavitvi Airbusa se je pod letalom iskrilo in gorelo, dim je napolnil kabino. Ob ustavitvi je bil desni motor letala še vedno prižgan, tako je bila večina zasilnih izhodov na desni strani neuporabnih. Po navedbah JAL je v letalu prenehal delovati ozvočni sistem, zato je posadka pričela uporabljati megafone. Med evakuacijo ni noben potnik pričel jemati osebne prtljage, kar je omogočilo hitro evakuacijo. Po poročanju Tokijske gasilske brigade je bilo letalo pogašeno kmalu po polnoči, zaradi izjemne vročine pa so se razbitine letala sesule same vase. Karbonsko ogrodje je sicer dobro preneslo prvotno trčenje in prvi požar. Zadnja oseba na letalu je bila evakuirana ob 18:07 JST, 18 minut po trku.
Letalo japonske obalne straže s šestimi člani posadke naj bi se pripravljalo na prevoz zalog v Niigato kot odziv na potres v Japonskem morju, ki se je zgodil dan prej. Bilo je eno izmed štirih letal, ki jih je napotila vlada. Pilot se je iz razbitin rešil s hudimi poškodbami, ostalih pet članov posadke pa je v razbitinah umrlo. Razbitine letala obalne straže je po trku stalo več sto metrov od točke zaustavitve Airbusa.

## Posledice
Z Airbusa A350 so se evakuirali vsi potniki in posadka, a je bilo letalo po pogašenju popolnoma uničeno. Letalo, ki je sledilo letu 516 na pisti 34R, Boeing 737-800 JAL116, je na 1150 čevljih napovedalo prekinitev pristanka, kasneje pa je pristal na letališču Narita. V času trka je več letov čakalo na dovoljenje za vzlet, po trku so se vrnili nazaj na terminal.
Trk se je zgodil v obdobju, ko več milijonov ljudi potuje zaradi novoletnih praznikov. Po trku so začasno zaprli vse piste, številni leti so bili preusmerjeni na bližnja letališča Narita, Kansai in Chubu Centrair, nekateri leti so bili zaradi trka odpovedani. All Nippon Airways je za tisti dan odpovedala 112 notranjih letov, JAL pa 116 notranjih letov. Po poročanju Ministrstva za infrastrukturo, turizem in promet je letališče Haneda preostale tri piste odprlo okrog 21.30 JST. 3. januarja je bilo odpovedanih približno 140 letov, zaradi motenj letalskega prometa je bilo prizadetih okrog 20.000 potnikov.
V pisarni predsednika vlade je japonska vlada znotraj kriznega centra odprla informacijsko pisarno. Komisija za varnost prometa je za 3. januar napovedala pričetek uradne preiskave.

## Odzivi
Japonski predsednik vlade Fumio Kišida je izrazil sožalje nad žrtvami in izpostavil njihovo pomoč žrtvam potresa v Išikavi.
Mednarodno združenje za zračni transport je izrazilo sožalje potnikom in posadkama obeh letal, hkrati pa tudi izrazilo sožalje glede potresa v Išikavi.
Airbus je podal izjavo, v kateri je potrdil komunikacijo z družbo Japan Airlines ter da bo, ko bo to mogoče, sporočil nadaljnje podrobnosti. Da bi pomagal pri preiskavi nesreče, je podjetje poslalo več strokovnjakov.
Japan Airlines je v izjavi za medije potrdil trčenje letal in izrazil sožalje potnikom in svojcem umrlih v nesreči. Družba se je tudi opravičila za povzročene nevšečnosti vsem potnikom, ki jih je dogodek prizadel, ter izjavila, da bo pri preiskavi nesreče pomagala. Vsem potnikom, ki so rezervirali karte na datume med 2. januarjem in 1. aprilom, je do 31. januarja ponudila reklamacije in brezplačne prestavitve.

## Preiskava
Japonska komisija za varnost prometa je potrdila prejem črne skrinijce letala japonske obalne straže, medtem ko iskanje posnetkov leta JAL še vedno poteka. Francoska Pisarna za analizo varnosti civilnega letalstva (BEA) je napovedala sodelovanje z Airbusom v preiskavi nesreče, na Japonsko pa je tudi poslala ekipo strokovnjakov. Japonsko ministrstvo za promet je izdalo prepis izmenjav stolpa zračne kontrole v dolžini 4 minute in 27 sekund pred trkom. Pred trkom je Airbus prejel dovoljenje za pristanek, de Havilland pa bi moral čakati pred pristajalno stezo. Po poročanjih Obalne straže naj bi njihovo letalo prejelo dovoljenje za vzlet. Policija kot vzrok trčenja preiskuje možnost strokovne malomarnosti.